# Hesbecourt Communal Cemetery
Hesbecourt Communal Cemetery is een begraafplaats gelegen in de Franse plaats Hesbecourt (Somme). De militaire graven worden onderhouden door de Commonwealth War Graves Commission.
De begraafplaats telt 12 geïdentificeerde Gemenebest graven uit de Eerste Wereldoorlog.